# ClearType
ClearType es una marca registrada para la implementación de tecnología de la representación de subpíxeles de Microsoft. Los intentos de ClearType para mejorar la apariencia del texto sobre determinados tipos de pantallas, sacrifican la fidelidad de color. Este intercambio se afirma que funciona mejor en monitores de pantalla plana y LCD
ClearType se presentó por primera vez en noviembre de 1998 en la exposición COMDEX. La tecnología se introdujo por primera vez en el software en enero de 2000 como siempre en función de Microsoft Reader, que fue lanzado al público en agosto de 2000. ClearType más tarde se presentó como una característica de sistema operativo de Windows XP, donde se mantuvo desactivada de forma predeterminada. En Windows Vista y Windows 7, ClearType está activado por defecto. En Microsoft Office 2007, Microsoft Office 2010, Internet Explorer 7, Internet Explorer 8 y Windows Live Messenger, ClearType también está activado por defecto, incluso si no está habilitado globalmente en el sistema operativo. ClearType es también un componente integrado del motor de procesamiento de texto de Windows Presentation Foundation

## Fondo
El ordenador muestra en qué posición de los píxeles individuales se corrigen permanentemente por el diseño del hardware, tales como las más modernas pantallas planas, pueden mostrar bordes de sierra al mostrar elementos gráficos de pequeño tamaño y alto contraste, como texto. ClearType utiliza anti-aliasing a nivel de subpíxeles para reducir supuestamente elementos visibles al renderizar el texto, haciendo que éste parezca más "suave" y menos dentado. ClearType también usa sugerencias para fuentes muy pesadas, para forzar a que encaje en la cuadrícula de píxeles. Eso aumenta el contraste en los bordes y la legibilidad de fuentes pequeñas a costa de la fidelidad en la renderización de la fuente, y ha sido criticado por diseñadores gráficos por provocar que fuentes diferentes se asemejen.

## ClearType en DirectWrite
El motor de representación de la fuente en DirectWrite admite la representación de subpíxel posiciones, como se ha demostrado en PDC 2008